# Hästgrundet, Larsmo
Hästgrundet är en ö i Finland. Den ligger i sjön Larsmosjön med avgränsning mot havsvatten, i södra delen av Larsmo kommun, landskapet Österbotten, i den västra delen av landet, cirka 400 km norr om huvudstaden Helsingfors.
Terrängen på Hästgrundet är mycket platt.  I omgivningarna runt Hästgrundet växer i huvudsak lövrskog.